# Coccus melaleucae
Coccus melaleucae är en insektsart som först beskrevs av William Miles Maskell 1898.  Coccus melaleucae ingår i släktet Coccus och familjen skålsköldlöss. Inga underarter finns listade i Catalogue of Life.